# 勝利廣場 (溫哥華)

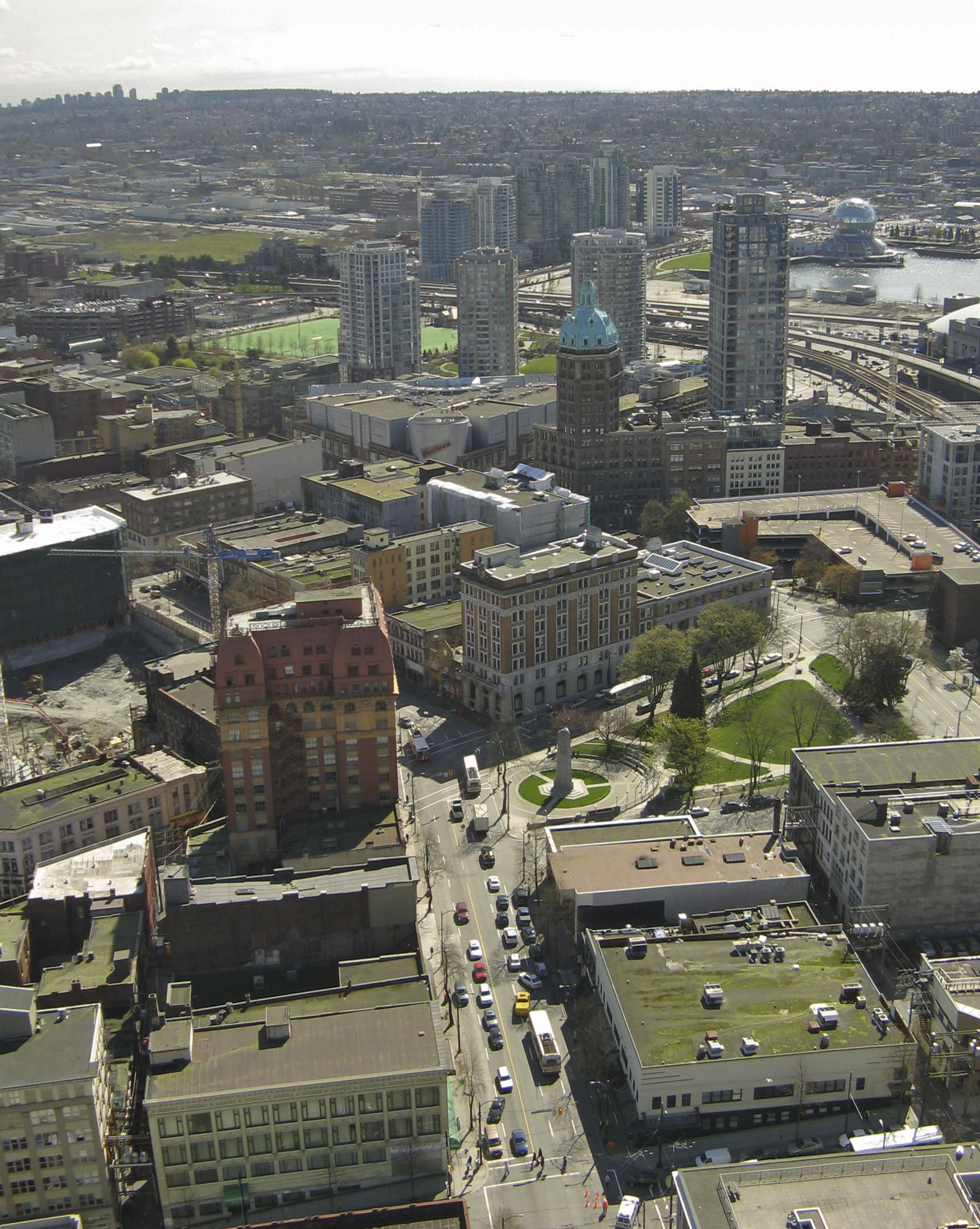
從海港中心觀景台眺望勝利廣場

勝利廣場（英語：Victory Square）是一個位於加拿大卑詩省溫哥華的公園和廣場，四邊由喜士定西街、甘比街、片打西街和咸美頓街包圍。勝利廣場廣義上也可指廣場周邊的社區；在溫哥華市政府的官方定義中，勝利廣場西起理查斯街，東至卡路街以西的後巷，並由喜士定西街和片打西街構成社區的東西向脊椎，而比提街的500號路段也構成社區的一部分。

## 歷史

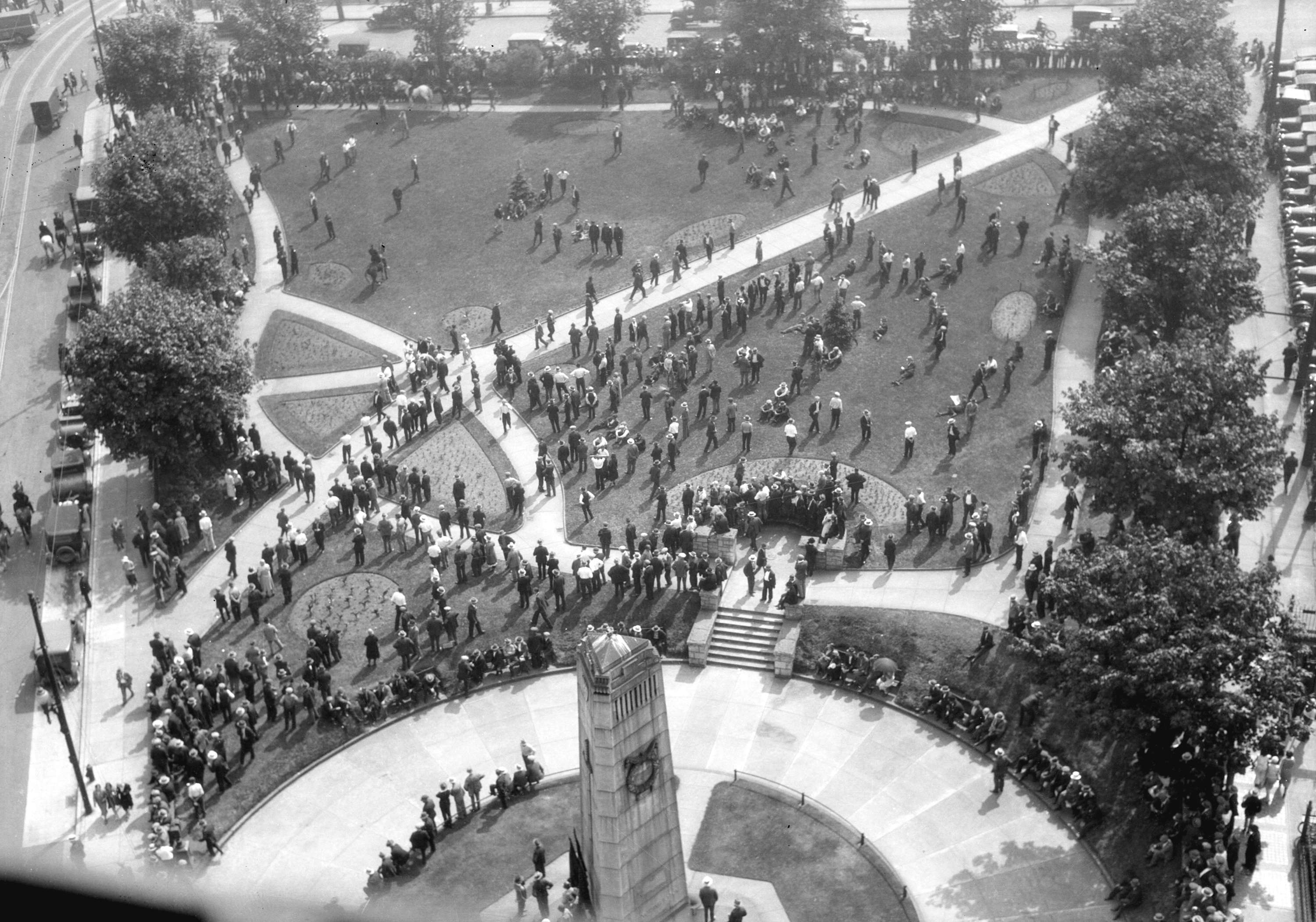
警察驅趕在勝利廣場示威的失業工人（1932年7月）

溫哥華於1886年設市後逐步從原固蘭湖鎮址（即今煤氣鎮）往南伸展，而現勝利廣場所在一帶亦從1890年代起開始發展。溫哥華首座法院大樓於1888年在廣場一帶落成，而廣場亦相應被命名為法院廣場（Court House Square）。到了1910年代，廣場一帶已發展成溫哥華的報章業重鎮，《溫哥華太陽報》和《省報》等報章的總部皆設於此處，而廣場更於1910年成為當時大英帝國最高的商業建築自治領大廈所在。此外，廣場一帶的喜士定西街亦發展成溫哥華的主要商業街道，沿途佈滿多家商戶和百貨公司。
法院於1912年遷往佐治街新址（即現溫哥華美術館），而位於廣場的舊法院大樓則被拆卸。另外，《省報》於1920年代出資改造廣場，廣場並更名為勝利廣場以紀念盟軍於一戰獲勝。一座和平紀念碑於1924年在廣場北端豎立，而溫哥華市一年一度國殤紀念日的紀念儀式到現時仍於此處舉行。
二戰後溫哥華的商業中心逐步往西移，而隨著勝利廣場一帶的商業和零售活動陸續遷出，區内的人流亦相對減少，從1981年至1991年間更急跌60%，並構成惡性循環。活活百貨於1993年結業後，附近的商戶亦跟隨停業，令情況雪上加霜。目前區内仍有約400家商戶營業，但2005年區内商舖空置率仍高達32%，不少舖位空置多年仍乏人問津，櫥窗並長期以木板封蓋。

### 引用文獻
- City of Vancouver.  (PDF). 2005  [2013-05-01]. （原始内容存档 (PDF)于2013-05-31）.

## 外部連結
- 卑詩省檔案庫 法院大樓舊照（1896年1月） Archive.today的存檔，存档日期2012-11-29
- 卑詩省檔案庫 法院大樓舊照（約1905年）